# Schläge für Hip Hop
Schläge für Hip Hop ist ein Mixtape der deutschen Rapper Favorite und Hollywood Hank. Es erschien am 6. Dezember 2008 in einer limitierten Stückzahl über das Düsseldorfer Label Selfmade Records. Das Mixtape konnte ausschließlich über den Internetshop des Labels bezogen werden und ist nicht im regulären Handel erhältlich. Schläge für Hip Hop war bereits zwei Wochen vor der Veröffentlichung ausverkauft. Im Juli 2012 erschien Schläge für Hip Hop als sogenannte Re-Edition.

## Hintergrund und Entstehung

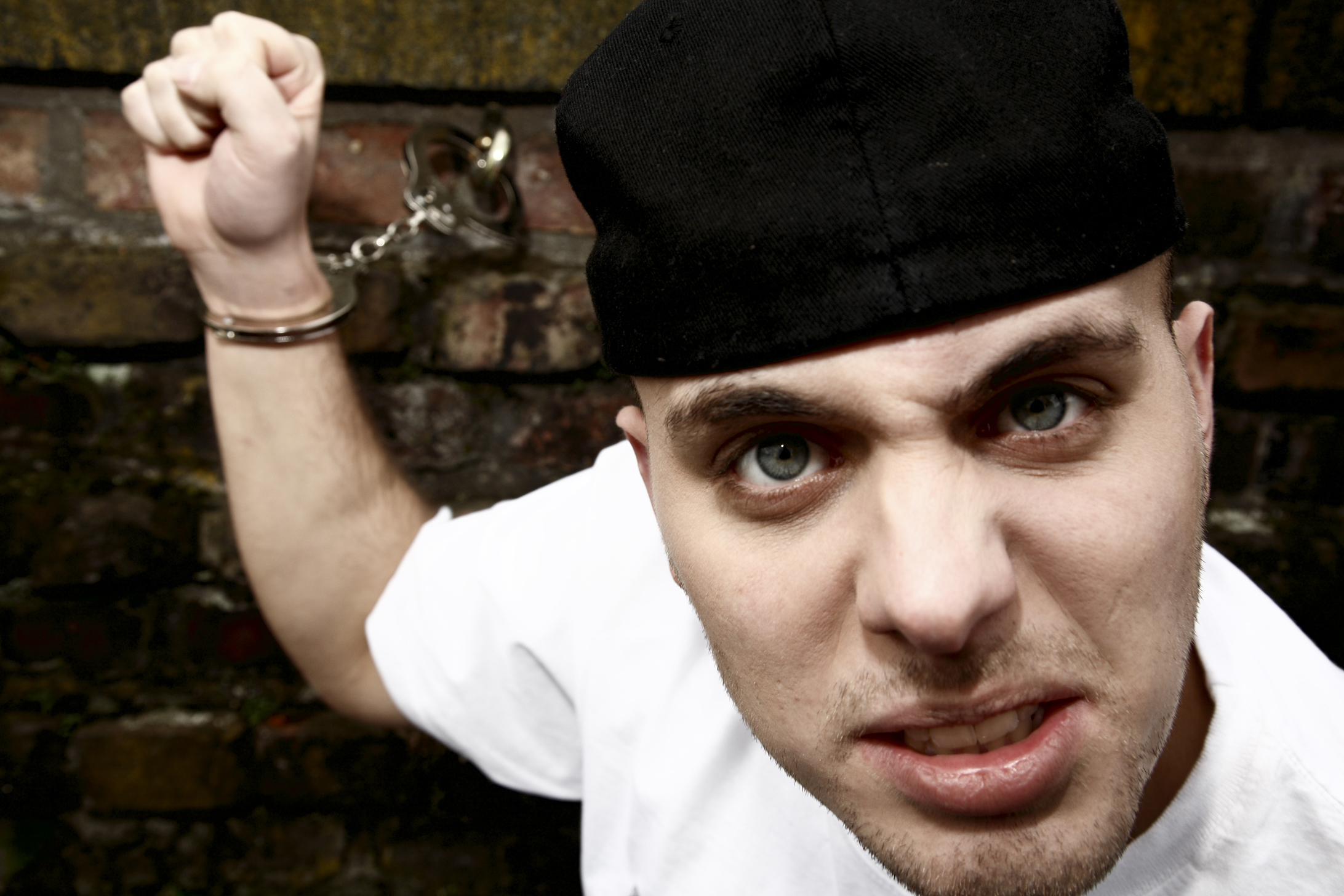
Favorite (2008)

Der aus Essen stammende Rapper Favorite veröffentlichte Anfang Mai 2008 sein zweites Soloalbum Anarcho, was ihm eine Platzierung auf Platz 24 der Album-Charts einbrachte. Bereits bei der Produktion von Anarcho arbeitete Favorite mit Hollywood Hank zusammen, sodass der Titel Organraub für das Album entstand. Nach der Entscheidung ein gemeinsames Mixtape zu veröffentlichen, dauerte die Aufnahme, laut einer Pressemeldung, nur wenige Tage. Schläge für Hip Hop ist für Hollywood Hank, nachdem zwei Jahre zuvor sein Album Soziopath erschienen war, die zweite Veröffentlichung.

### Produktion
Die Titel des Mixtapes wurden von Hollywood Hank produziert. Als einzige Ausnahme kann der Hip-Hop-Musiker Peter Maffya, der für das Stück Sozialphobie verantwortlich war, genannt werden. Zum Produzieren des Albums verwendete Hank das Programm Fruity Loops, zum Schneiden das Programm Sony Vegas. Ähnlich wie auf dem zwei Jahre zuvor veröffentlichten Album Soziopath befinden sich viele Samples, überwiegend Filmzitate, auf dem Album. Darunter befinden sich Sin City und Underworld: Evolution. Die nach Abschluss der Aufnahmen erfolgende Audionachbearbeitung des Masterings wurde von Shneezin von den 257ers übernommen.

### Namensgebung
Der Name des Tapes ist eine Anspielung auf den Titel Ich lebe für Hip Hop des Berliner Hip-Hop-Künstlers DJ Tomekk, welches aufgrund seines polnischen Akzents wie „Schlebe für Hip Hop“ klingt. Zudem spielt der Name des Mixtapes auf die Rapper Shneezin von der Hip-Hop-Formation 257ers, Favorite und Hollywood Hank an, deren Initialen die Buchstabenkombination „SFHH“, die Abkürzung für Schläge für Hip Hop, ergeben.

## Titelliste

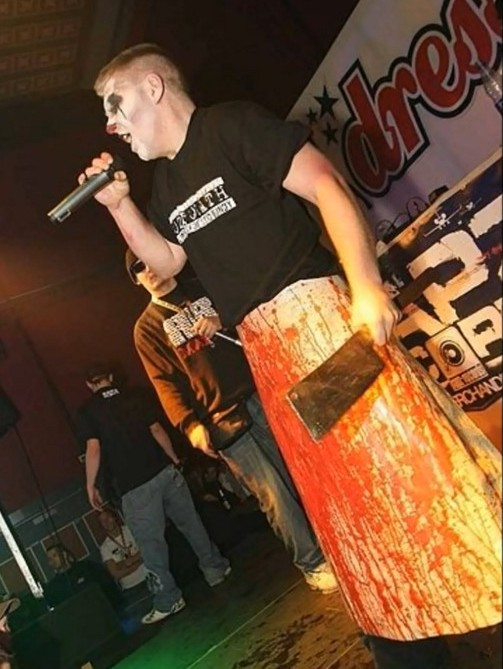
Hollywood Hank, live (2008)

| #  | Titel               | Gastbeitrag              | Länge |
| -- | ------------------- | ------------------------ | ----- |
| 1  | Intro               |                          | 0:51  |
| 2  | Schläge für Hip Hop |                          | 2:33  |
| 3  | Organraub Pt. 2     | Shneezin 257             | 3:28  |
| 4  | Verstehen Sie Spaß  |                          | 2:45  |
| 5  | Junkies 4 Life      | Shneezin 257             | 3:25  |
| 6  | Untergrundstars     |                          | 2:58  |
| 7  | Neo 2.0             | Keule 257                | 3:53  |
| 8  | Anti Alles          |                          | 2:30  |
| 9  | Schema X            |                          | 2:01  |
| 10 | Sozialphobie        | JAW                      | 3:51  |
| 11 | Skit                |                          | 0:24  |
| 12 | Maulfotze           |                          | 4:06  |
| 13 | Schläge danach      | Shneezin 257             | 3:50  |
| 14 | Outro               | Jewlz da Hoodwatcher 257 | 2:34  |

## Texte
Die Texte des Mixtapes können dem Genre des Battle-Raps zugeordnet werden. Favorite und Hollywood Hank greifen fiktive Gegner in stark übertriebener Form an und geben sich selbst gewalttätig bis psychisch gestört („Bin ich auf aggro, verkloppe ich ein Contergan-Kind.“). Des Weiteren beschreiben die lyrischen Ichs ihren Drogenkonsum, perverse sexuelle Vorlieben („Meine tierischen Triebe sind therapieresistent.“), Gottlosigkeit und eine sexistische sowie gewaltverherrlichende Haltung. Außerdem spielen die beiden Rapper auch auf Rechtsradikalismus an, was an Versen wie „Gott hat mich geschickt, denn Hitler war zu freundlich.“ oder der Verwendung des Refrains des Lieds Bombe der Rechtsrock-Band Sleipnir in veränderter Tonhöhe für das Intro deutlich wird. Die beiden Hip-Hop-Musiker verarbeiten diese nonkonformistischen Themen in Anspielungen und Wortspielen, sogenannte Punchlines, was dazu dienen soll, den Zuhörer zu unterhalten.
Ähnlich wie auf dem zwei Jahre zuvor erschienenen Album Soziopath von Hollywood Hank befinden sich auf dem Album mehrere Beleidigungen gegen andere Rapper. Besonders oft erwähnt wird hierbei der Berliner Rapper Taichi, der bei dem Song Neo 2.0. sowohl von Hank („Ich bin broke und ficke dumme Hoes wie Taichi in den Arsch“) als auch von Keule257 („Weil ich wie’n Thailand-Tourist dumme Thainutten wie diesen Taichi zerfick“) angegriffen wird.
Auch befinden sich auf dem Album mehrere Anspielungen auf ältere Veröffentlichungen der beiden Künstler. So bezeichnet sich Hank auf dem Album mehrfach als Soziopath und beendet mit diesem Wort auch den Track Anti Alles. Favorite, dessen Diskografie zu der Zeit bereits weit ausgeprägter war als die seines Kollabopartners, bezeichnet sich auf dem Album des Öfteren als Harlekin und „Anarcho-Rapper“ und spielt damit auf seine Soloveröffentlichungen Harlekin und Anarcho an. Auch verwenden die Rapper einige alte Lines und Passagen neu, wie z. B. „Deine Bitch zu fingern ist wie ne Salami in den Flur zu schmeissen“ (Original (2007): „Deine Bitch zu fingern ist wie Tintenfische füttern.“) oder „Bitch markier den Maulhelden, ich hau dir auf dein Maul bis du dein Maul hältst.“ (Original (2005): „Du markierst den Maulhelden? Ich schlag dir auf dein Maul bis du dein Maul hältst.“)
Inhaltliche Ausnahmen sind Songs wie z. B. Anti Alles, der Hanks negative Einstellung gegenüber anderen Menschen thematisiert (das Thema wurde ein halbes Jahr später auf dem Kollabo-Album Menschenfeind mit JAW genauer thematisiert).

### Technik
Beide Rapper bedienen sich auf dem Album an einer sehr komplexen Reimtechnik, die vor allem mehrsilbige, assonant klingende Nomenreime umfasst.
Außerdem bedienen sich die Rapper an vielen Vergleichen und Metaphern („Fav ist back (bag) wie englische Taschen.“).

### Flow
Einer der Hauptmerkmale des Albums ist der Flow, bei dem vor allem Hollywood Hank auffällt. Dieser bedient sich auf mehreren Songs des Öfteren an der Raptechnik Doubletime, bei der man in der doppelten Geschwindigkeit wie der Beat rappt. Beinahe genauso häufig verwendet dieser auch das genaue Gegenteil, den Halftime. Favorite hingegen variiert nicht mit der Geschwindigkeit, rappt aber sehr druckvoll und verwendet beinahe durchgehend die Raptechnik Laid-Back.

## Illustration
Das Cover zeigt die Köpfe von Favorite und Hollywood Hank, deren Gesichter bemalt sind, vor schwarzem Hintergrund. Favorites Gesichtsfärbung entspricht der Darstellung auf dem Cover seines Albums Harlekin. Zwischen den beiden Rappern ist ein Strick erkennbar. Die Fotos für das Booklet des Mixtapes wurden von Lars Henning Schröder geschossen. Jacob „D139“ Roschinski war für die Gestaltung des Artworks verantwortlich.

## Vermarktung
Der Vorverkaufsstart des Mixtapes war am 27. Oktober 2008. Als Hörprobe veröffentlichte Selfmade Records an diesem Tag ein als „Onlinesingle“ bezeichnetes Lied mit dem Titel Organraub Pt. 2, das kostenlos heruntergeladen werden konnte.
Nach der Veröffentlichung des Tonträgers absolvierten die beiden Rapper eine gemeinsame Konzert-Tournee unter dem Titel Auf die kranke Tour.

## Kritik
Das deutsche Hip-Hop-Magazin Juice merkt an, dass das Mixtape nicht für „Jugendschützer“ oder „Moralapostel“ geeignet sei. Favorite und Hollywood Hank harmonieren aber miteinander und präsentieren „brutale Punchlines“, die dafür sorgen, dass der Zuhörer von Schläge für Hip Hop gut unterhalten wird.
In einer Kritik der Internetseite xrel.to werden Favorite und Hollywood Hank als „perfektes Team“ bezeichnet. Die Themen der Stücke variieren aus Sicht des Rezensenten, mit Ausnahme der Lieder Anti Alles und Neo 2.0, kaum. Des Weiteren seien die Produktionen des Tonträgers „minderwertig“ und auch die Gastbeiträge von Shneezin und Keule aus der Gruppierung der 257er verschlechtern den Gesamteindruck. Das Talent der Rapper wird allerdings positiv hervorgehoben. Zusammenfassend wird Schläge für Hip Hop den „Kennern und Hörern der Rapszene“ empfohlen.
Aus Sicht der Redaktion der Seite RapSpot.de ist das Mixtape nicht massenkompatibel, aber unterhaltsam. Die beiden Rapper verwenden zahlreiche Wortspiele und humoristische Anspielungen, was positiv hervorgehoben wird. Ein „Höhepunkt“ sei der Gastbeitrag des Rappers JAW, wohingegen die kurze Spieldauer negativ kritisiert wird. Dank des „speziellen Humors“ und der „komplexen Rap- und Reimtechnik“ sei Schläge für Hip Hop eine „besondere Perle“.
Dank der limitierten Auflage sei, nach Meinung der Backspin-Redaktion, das Album „wahrscheinlich jetzt schon ein Klassiker“. In der Bewertung des Magazins wird die Aufgeschlossenheit des Zuhörers für schwarzen Humor als Grundvoraussetzung beim Hören genannt. Außerdem werden, im Gegensatz zu anderen Rezensionen, die Beats als charmant bezeichnet.

## Wiederveröffentlichung
Im Juli 2012 erschien Schläge für Hip Hop als Wiederveröffentlichung. Da das Mixtape ursprünglich in limitierter Auflage veröffentlicht worden war, wurde die neue Version als „Re-Edition“ betitelt.